# التصنيفات الدولية لموزمبيق
تتضمن هذه المقالة التصنيفات الدولية لموزمبيق

## التصنيفات الدولية
| المنظمة                          | المؤشر\الاستطلاع             | المرتبة    |
| -------------------------------- | ---------------------------- | ---------- |
| معهد الاقتصاد والسلام            | مؤشر السلام العالمي          | 53 من 160  |
| برنامج الأمم المتحدة الإنمائي    | مؤشر التنمية البشرية         | 172 من 186 |
| منظمة الشفافية الدولية           | مؤشر مدركات الفساد           | 130 من 180 |
| المنتدى الاقتصادي العالمي        | تقرير التنافسية العالمية     | 129 من 133 |
| المنظمة العالمية للملكية الفكرية | مؤشر الابتكار العالمي ، 2024 | 128 من 133 |